# Eppie Wietzes
Egbert „Eppie“ Wietzes (* 28. Mai 1938 in Assen, Niederlande; † 11. Juni 2020) war ein kanadischer Automobilrennfahrer. In den Jahren 1967 und 1974 bestritt er den Großen Preis von Kanada der Formel 1.

## Karriere

### 1960er-Jahre
In den 1960er-Jahren machte Wietzes erstmals durch diverse Renneinsätze in GT- und Sportwagen-Rennen von sich reden. 1963 erhielt er ein Engagement in der USRRC, musste dieses jedoch aufgrund eines schweren Unfalls im Jahr 1964, bei dem er sich schwere Beinverletzungen zuzog, vorzeitig beenden.
1966 bestritt Wietzes in einem Ford GT40 für das kanadische „Comstock-Racing-Team“ die sechs Saisonrennen der neu gegründeten kanadischen CanAm-Serie, wobei sein bestes und einziges Ergebnis in den Meisterschaftspunkten der sechste Rang in Mosport war.
Ebenfalls 1966 nahm Wietzes gemeinsam mit Craig Fisher am 12-Stunden-Rennen von Sebring teil, zog sich jedoch vom laufenden Rennen zurück.
Als 1967 der erste Große Preis von Kanada der Formel-1-Geschichte in Mosport stattfand, mietete Wietzes den dritten Werks-Lotus und bekam mit dem konkurrenzfähigen Lotus 49 somit das gleiche technische Material wie Teamkollegen Jim Clark und Graham Hill. Trotzdem hatte Wietzes im Qualifying aufgrund seiner Unerfahrenheit im Umgang mit Formel-1-Autos 8,4 Sekunden Rückstand auf die Pole-Position von Clark und qualifizierte sich als 17. für den Start, fiel jedoch wegen einer nassen Zündung während des Rennens aus. Wietzes wurde nachträglich disqualifiziert, weil er beim Versuch, das Auto wieder zu starten, fremde Hilfe in Anspruch nahm.
1968 kehrte Wietzes als Fahrer in die USRRC zurück und beendete die Meisterschaft in seinem McLaren M6B auf dem siebten Rang in der Gesamtwertung.
Da sich die USRRC 1969 auflöste, wechselte Wietzes in die „Canadian Formula Atlantic“, deren Meisterschaft er 1969 in einem Lola T142 und 1970 in einem McLaren M10 gewann.

### 1970er und 1980er Jahre
1970 bis 1975 fuhr Wietzes ebenfalls für McLaren bzw. Lola in der Formel 5000, wo er stets konstante Leistungen zeigte. Sein bestes Saisonresultat war dreimal der vierte Rang in der Meisterschaftswertung.
Nachdem Wietzes beim Großen Preis von Kanada 1973 in Mosport als erster Safety-Car-Fahrer der Grand-Prix-Geschichte zum Einsatz kam, erkaufte er mit einem Brabham BT42 für das kommende Jahr erneut ein Formel-1-Engagement mit seinem Privatteam „Canada F1 Racing“. Mit großer Mühe konnte Wietzes sich für den 26. und sogleich letzten Startplatz qualifizieren. Jedoch musste er das Rennen nach einem Motorschaden vorzeitig beenden.
1976 bis 1985 fuhr er in der US-amerikanischen Trans-Am-Serie, deren Meisterschaft er 1981 in einer Chevrolet Corvette mit zwei Saisonsiegen für sich entschied.
Außerdem nahm Wietzes in den 1970er und 1980er Jahren einige Male an den Langstreckenrennen 6-Stunden-Rennen von Mosport und 24-Stunden-Rennen von Daytona teil, allerdings ohne dabei große Erfolge zu erzielen.
1993 wurde Wietzes zur Ehrung seiner fast dreißigjährigen Motorsport-Karriere in die „Canadian Motorsports Hall of Fame“ aufgenommen.

## Statistik

### Statistik in der Automobil-Weltmeisterschaft
Diese Statistik umfasst alle Teilnahmen des Fahrers an der Automobil-Weltmeisterschaft, die heutzutage als Formel-1-Weltmeisterschaft bezeichnet wird.

#### Einzelergebnisse
| Jahr | Team                  | Wagen        | Motor       | 1   | 2   | 3   | 4   | 5   | 6   | 7   | 8       | 9   | 10  | 11  | 12  | 13  | 14      | 15  | WM | Punkte |
| ---- | --------------------- | ------------ | ----------- | --- | --- | --- | --- | --- | --- | --- | ------- | --- | --- | --- | --- | --- | ------- | --- | -- | ------ |
| 1967 | Team Lotus            | Lotus 49     | Cosworth V8 | RSA | MON | NED | BEL | FRA | GBR | GER | CAN DSQ | ITA | USA | MEX |     |     |         |     | –  | 0      |
| 1974 | Team Canada F1 Racing | Brabham BT42 | Cosworth V8 | ARG | BRA | RSA | ESP | BEL | MON | SWE | NED     | FRA | GBR | GER | AUT | ITA | CAN DNF | USA | –  | 0      |

| Legende  | Legende            | Legende                                                          |
| Farbe    | Abkürzung          | Bedeutung                                                        |
| -------- | ------------------ | ---------------------------------------------------------------- |
| Gold     | –                  | Sieg                                                             |
| Silber   | –                  | 2. Platz                                                         |
| Bronze   | –                  | 3. Platz                                                         |
| Grün     | –                  | Platzierung in den Punkten                                       |
| Blau     | –                  | Klassifiziert außerhalb der Punkteränge                          |
| Violett  | DNF                | Rennen nicht beendet (did not finish)                            |
| Violett  | NC                 | nicht klassifiziert (not classified)                             |
| Rot      | DNQ                | nicht qualifiziert (did not qualify)                             |
| Rot      | DNPQ               | in Vorqualifikation gescheitert (did not pre-qualify)            |
| Schwarz  | DSQ                | disqualifiziert (disqualified)                                   |
| Weiß     | DNS                | nicht am Start (did not start)                                   |
| Weiß     | WD                 | zurückgezogen (withdrawn)                                        |
| Hellblau | PO                 | nur am Training teilgenommen (practiced only)                    |
| Hellblau | TD                 | Freitags-Testfahrer (test driver)                                |
| ohne     | DNP                | nicht am Training teilgenommen (did not practice)                |
| ohne     | INJ                | verletzt oder krank (injured)                                    |
| ohne     | EX                 | ausgeschlossen (excluded)                                        |
| ohne     | DNA                | nicht erschienen (did not arrive)                                |
| ohne     | C                  | Rennen abgesagt (cancelled)                                      |
| ohne     | keine WM-Teilnahme |                                                                  |
| sonstige | P/fett             | Pole-Position                                                    |
| sonstige | 1/2/3/4/5/6/7/8    | Punktplatzierung im Sprint-/Qualifikationsrennen                 |
| sonstige | SR/kursiv          | Schnellste Rennrunde                                             |
| sonstige | *                  | nicht im Ziel, aufgrund der zurückgelegten Distanz aber gewertet |
| sonstige | ()                 | Streichresultate                                                 |
| sonstige | unterstrichen      | Führender in der Gesamtwertung                                   |

### Sebring-Ergebnisse
| Jahr | Team                       | Fahrzeug           | Teamkollege  | Platzierung   | Ausfallgrund |
| ---- | -------------------------- | ------------------ | ------------ | ------------- | ------------ |
| 1966 | Comstock Racing Team       | Ford GT40          | Craig Fisher | zurückgezogen |              |
| 1975 | North American Racing Team | Ferrari 365 GT4/BB | Milt Minter  | Rang 6        |              |
| 1987 | Peerless Hendrick          | Chevrolet Camaro   | Jack Baldwin | Ausfall       | Motorschaden |

### Einzelergebnisse in der Sportwagen-Weltmeisterschaft
| Saison | Team                             | Rennwagen                  | 1   | 2   | 3   | 4   | 5   | 6   | 7   | 8   | 9   | 10  | 11  | 12  | 13  | 14  | 15  | 16  | 17  |
| ------ | -------------------------------- | -------------------------- | --- | --- | --- | --- | --- | --- | --- | --- | --- | --- | --- | --- | --- | --- | --- | --- | --- |
| 1966   | Comstock Racing                  | Ford GT40                  | DAY | SEB | MON | TAR | SPA | NÜR | LEM | MUG | CCE | HOK | SIM | NÜR | ZEL |     |     |     |     |
| 1966   | Comstock Racing                  | Ford GT40                  | DNF |     |     |     |     |     |     |     |     |     |     |     |     |     |     |     |     |
| 1977   | Jim Busby Racing                 | Porsche 935                | DAY | MUG | DIJ | MON | SIL | NÜR | VAL | PER | WAT | EST | LEC | MOS | IMO | SAL | BRH | HOK | VAL |
| 1977   | Jim Busby Racing                 | Porsche 935                |     |     |     |     |     |     |     |     | DNF |     |     |     |     |     |     |     |     |
| 1980   | Fifth Essence Racing             | Chevrolet Corvette         | DAY | BRH | SEB | MUG | MON | RIV | SIL | NÜR | LEM | DAY | WAT | SPA | MOS | ROA | VAL | DIJ |     |
| 1980   | Fifth Essence Racing             | Chevrolet Corvette         |     |     |     |     |     |     |     |     |     | DNF |     |     |     |     |     |     |     |
| 1981   | Carter Racing Cooke Woods Racing | Chevrolet Camaro Lola T600 | DAY | SEB | MUG | MON | RIV | SIL | NÜR | LEM | PER | DAY | WAT | SPA | MOS | ROA | BRH |     |     |
| 1981   | Carter Racing Cooke Woods Racing | Chevrolet Camaro Lola T600 | DNF |     |     |     |     |     |     |     |     |     |     |     | 2   |     |     |     |     |